# Notiocharis
Notiocharis és un gènere d'insectes dípters pertanyent a la família dels psicòdids.

## Descripció
- Els genitals del mascle són simètrics amb tres parells d'apèndixs dorsals.[3]

## Distribució geogràfica
Es troba a la República Democràtica del Congo, les illes Seychelles, Borneo, Nova Guinea (Papua Occidental i Papua Nova Guinea), les illes Filipines (Luzon i Mindanao) i Austràlia (el Territori de la Capital Australiana, Nova Gal·les del Sud, Tasmània, Austràlia Meridional i Victòria).

## Taxonomia
- Notiocharis assimilis (Quate & Quate, 1967)
- Notiocharis dimorpha (Satchell, 1953)
- Notiocharis femoralis (Quate, 1965)
- Notiocharis filipinae (Quate, 1965)
- Notiocharis fragilis (Quate & Quate, 1967)
- Notiocharis insignis (Eaton, 1913)
- Notiocharis kalabakensis (Quate, 1962)
- Notiocharis lanceolata (Quate & Quate, 1967)
- Notiocharis maai (Quate & Quate, 1967)
- Notiocharis mangrophila (Jezek, 2000)
- Notiocharis miranda (Quate & Quate, 1967)
- Notiocharis pallida (Satchell, 1953)
- Notiocharis papuensis (Quate & Quate, 1967)
- Notiocharis paxillosa (Quate & Quate, 1967)
- Notiocharis phlyctis (Quate & Quate, 1967)
- Notiocharis pilosternata (Satchell, 1955)
- Notiocharis sarawakensis (Quate, 1962)
- Notiocharis stellae (Quate, 1962)
- Notiocharis wilsoni (Duckhouse, 1966)[13][11][14][15]